# 9003 Ralphmilliken
9003 Ralphmilliken eller 1981 UW21 är en asteroid i huvudbältet som upptäcktes den 24 oktober 1981 av den amerikanska astronomen Schelte J. Bus vid Palomar-observatoriet. Den är uppkallad efter Ralph E. Milliken.
Asteroiden har en diameter på ungefär 15 kilometer och den tillhör asteroidgruppen Hoffmeister.